# Liste des éparques de la Sainte-Protection-de-Marie de Phoenix
Liste des éparques de la Sainte-Protection de Marie de Phoenix (de rite ruthène)
L'éparchie de Van Nuys (de rite ruthène) est créée le 3 décembre 1981.
Après le transfert du siège le 10 février 2010, elle change de dénomination pour devenir l'éparchie de la Sainte-Protection de Marie de Phoenix (de rite ruthène).

## Sont éparques
- 3 décembre 1981-19 février 1990 : Thomas Dolinay (Thomas Victor Dolinay), éparque de Van Nuys (de rite ruthène).
- 23 octobre 1990-5 décembre 2000 : George Kuzma (George Martin Kuzma), éparque de Van Nuys (de rite ruthène).
- 5 décembre 2000-19 février 2002 : siège vacant
- 19 février 2002-6 décembre 2007 : William Skurla (William Charles Skurla), éparque de Van Nuys (de rite ruthène).
- 6 décembre 2007-7 mai 2016 : Gérald Dino (Gérald Nicholas Dino), éparque de Van Nuys (de rite ruthène), puis éparque de la Sainte-Protection de Marie de Phoenix (de rite ruthène) (10 février 2010).
- 7 mai 2016-23 août 2021 : John Pažak (John Stephen Pažak), éparque de la Sainte-Protection de Marie de Phoenix (de rite ruthène).
  - depuis le 23 août 2021 : Thomas James Olmsted, administrateur apostolique.

## Sources
- L'Annuaire Pontifical, sur le site http://www.catholic-hierarchy.org, à la page